# السياسة الخارجية لإدارة جورج بوش الأب

جورج بوش الأب الرئيس الحادي والأربعين للولايات المتحدة من عام 1989 إلى 1993.

كانت السياسة الخارجية لإدارة جورج بوش الأب هي السياسة الخارجية للولايات المتحدة من 1989 إلى 1993 بينما كان جورج بوش الأب رئيساً للولايات المتحدة. مستشارو السياسة الخارجية الرئيسيون لبوش هم وزير الخارجية جيمس بيكر ولورانس ايغلبرغر ومستشار الأمن القومي برنت سكوكروفت. تشمل التطورات الجيوسياسية الجوهرية التي حدثت خلال فترة رئاسة بوش ما يلي:
- حرب الخليج الثانية.
- الغزو الأمريكي لبنما.
- تفكك الاتحاد السوفيتي.
- توقيع معاهدات ستارت 1 وستارت 2.
- التخلي وخاتمة الحرب الباردة.

## التاريخ

### الخلفية
في 13 سبتمبر عام 1988 أعلن بوش عن تعيين فريق عمل للأمن القومي وأشار إلى ضمه مستشار إدارة الأمن القومي السابق جيمي كارتر وزبغنيو بريجينسكي الذي قارن وجهات نظر بوش السياسية الخارجية بآراء السيناتورين الديمقراطيين المحافظين سام نان ولويد بنتسن.
في أوائل ديسمبر كان بوش قد أشار إلى تأييده لمقاربة حكومة نيكاراغوا مع الضغط على تحريكها نحو ديمقراطية مع تجنب مواجهة مبكرة مع الكونغرس بشأن تقديم المساعدات إلى متمردي نيكاراجوا.

### الموضوعات الأولية
في خطابه الافتتاحي أشار بوش إلى حرب فيتنام على أنها بداية فترة عمل المشرعين «الذين غالباً ما كانوا متباعدين وغير موثوقين لبعضهم البعض» ودعا إلى إقامة شراكة ثنائية بين الطرفين للبدء من جديد. ثم يخاطب بوش العالم ويقدم «مشاركة جديدة ونذر متجدد: سنبقى أقوياء لحماية السلام». وذكر الأميركيين في بلدان أخرى ونقص المعرفة حول أماكن وجودهم: «يوجد اليوم أمريكيون محتجزون ضد إرادتهم في أراض أجنبية وأمريكيين لا يعرف مصيرهم. ويمكن أن تظهر المساعدة هنا وسوف يتم تذكرها منذ وقت طويل. يمكن أن يكون حسن النية بمثابة حلزوني يستمر إلى ما لا نهاية». صرح بوش بنوايا الإدارة في الاحتفاظ بالتحالفات من الإدارات السابقة بينما «سنواصل التقارب الجديد مع الاتحاد السوفييتي بما يتماشى مع أمننا ومع تقدمنا».
بعد أسبوع من الإدارة في أول مؤتمر صحفي لبوش سُئل بوش في أي منطقة يرغب في المضي قدماً. أجاب بالقول «كلهم» مما زاد من وجود «الكثير من نقاط القلق» وتحديد أمريكا الوسطى كواحد منهم مع الإصرار على ضرورة إجراء مراجعات كاملة للمبادرات الرئيسية التي سيتم اتخاذها وسياسة مدعومة ثنائياً في أمريكا الوسطى مزيد من الوقت للتطوير.
وبحلول نهاية سنته الأولى في المنصب سافر بوش إلى خمسة عشر بلداً وفي ذلك الوقت ربطه مع جيرالد فورد كأفضل رئيس سافر في السنة الأولى. تم كسر هذا السجل في عام 2009 بستة عشر رحلة من قبل باراك أوباما.

## الأمريكتين

### الأرجنتين
في 4 ديسمبر 1990 تمرد مئات المنشقين من الجيش الأرجنتيني باستيلائهم على مقر قيادة الجيش الأرجنتيني إلى جانب العديد من المنشآت الأخرى وهو التمرد الذي استمر لمدة يوم واحد قبل أن يتصرف الموالون بأوامر من رئيس الأرجنتين كارلوس منعم باستعادة المنشآت. أثارت هذه الحادثة الشكوك في أن بوش سوف يلغي زيارة إلى البلاد رغم أن هذه المخاوف قد هدأت بعد انتهاء التمرد وأكد تيرينس تودمان سفير الولايات المتحدة لدى الأرجنتين شخصياً على أن الرئيس كان ينوي استئناف الرحلة قبل وبعد التمرد.

### كندا
في 10 فبراير 1989 في أول زيارة له خارج الولايات المتحدة القارية منذ توليه منصبه التقى الرئيس بوش برئيس وزراء كندا مارتن مولروني في مقر رئيس الوزراء في أوتاوا في أونتاريو في كندا. وقال بوش أن الاجتماع يرمز إلى أهمية العلاقة بين الولايات المتحدة وكندا وقد استعرض الثنائي مخاوف رئيس الوزراء مولروني بشأن الأمطار الحمضية.
في 8 يوليو 1990 أعلنت الولايات المتحدة وكندا في بيان مشترك أن البلدين «اتفقا على بدء مفاوضات لإبرام اتفاق جودة عملي وفعال» وأن المناقشات الأولية ستتركز حول خفض ثاني أكسيد الكبريت بالإضافة إلى الأحماض الأخرى لسلائف المطر. في أغسطس استأنف بوش ومولروني الاجتماع لمناقشة المسائل الثنائية جنباً إلى جنب مع حرب الخليج الثانية المستمرة. وقد غير الصراع ديناميكية رحلة أغسطس المقررة التي قال بوش أنها في الأصل «حدث اجتماعي بحت» لدعوة مولروني وعائلته إلى الولايات المتحدة. وقال مولروني أنه «سعيد بأن تتاح له هذه الفرصة لمراجعة بعض الأمور المهمة للغاية مع الرئيس وأشكره مرة أخرى على كرم ضيافته».
وخلال مؤتمر صحفي مشترك مع بوش في غرفة القراءة في برلمان هيل في 13 مارس 1991 قال مولروني أن النقاش بين الثنائي كان يتعلق بالعلاقات الثنائية والمشاكل والتطورات في الشرق الأوسط ثم قام بوش على الفور بتوجيه الشكر: «للشعب الكندي ورئيس الوزراء للدعم الثابت للتحالف ولمبدأ الوقوف ضد هذا العدوان في الشرق الأوسط».

### كولومبيا
في 10 يناير 1990 اتصل بوش برئيس كولومبيا فيرجيليو باركو فارغاس مشيرا إلى ندمه على قصص كاذبة تتعلق بعملية مقترحة لمكافحة المخدرات في الولايات المتحدة. صرح بوش بأن الولايات المتحدة تنوي المشاركة في «جهد تعاوني مع كولومبيا يمكن أن يكمل جهود الرئيس باركو الشجاعة والمصممة لتفكيك عصابات المخدرات وتقديم المتاجرين إلى العدالة» وأن أمريكا لن تقوم بأي أنشطة داخل المياه الإقليمية لكولومبيا. اتفق الاثنان على تقارير غير دقيقة حول العلاقات بين الولايات المتحدة وكولومبيا مما خلق انطباعا خاطئا والبقاء على اتصال وثيق بشأن القضايا المتعلقة بكلا البلدين. في الشهر التالي سافر بوش إلى كولومبيا لإجراء مناقشات مع قيادة البلاد والتوقيع على وثيقة قرطاجنة وأصر في بيان على أنه «سيضع إطارًا واسعًا ومرنًا سيساعد في توجيه أعمال دولنا الأربعة في السنوات القادمة تأتي» طوال جهودهم التعاونية في حرب الخليج الثانية. في 13 يوليو التقى بوش بالرئيس المنتخب سيزار جافيريا خلال الزيارة الخاصة الأخيرة إلى الولايات المتحدة حيث هنأ بوش جافيريا على فوزه الانتخابي وتعهد بأن إدارته مستعدة للعمل مع جافيريا. كما ناقش الطرفان مكافحة التعاون في مجال المخدرات والعلاقات الاقتصادية حيث أبلغ بوش جافيريا بطلبات الميزانية الأمريكية ضد المخدرات في السنة المالية القادمة.

### كوبا
في 27 فبراير 1989 أصدر الرئيس بوش بيانا يدعم تقرير حقوق الإنسان في كوبا من قبل لجنة الأمم المتحدة المتصلة بحقوق الإنسان. وانتقد عدم الاتساق في معاملة الدول من قبل الأمم المتحدة عندما يتعلق الأمر بقضية حقوق الإنسان وأعلن وجهة نظره حول نظام فيدل كاسترو: «على مدى أكثر من 30 عامًا ظل الشعب الكوبي يرزح تحت نظام مميز في العام الماضي وحقق المجتمع الدولي نصراً مهماً عندما قررت لجنة حقوق الإنسان التابعة للأمم المتحدة إجراء تحقيق كامل في الوضع في كوبا حيث يستند التقرير الذي صدر في جنيف إلى شهادة مباشرة حول الانتهاكات المستمرة لحقوق الإنسان في هذا البلد وهي تتويج لهذا التحقيق». ودعا إلى «أعضاء آخرين في المفوضية وجميع الدول التي تقدر الحرية لمواصلة الضغط على الحكومة الكوبية من خلال مواصلة مراقبة الأمم المتحدة لحالة حقوق الإنسان في كوبا» وأكد أن شعب كوبا يتطلع إلى الأمم المتحدة «كأفضل آمالهم الأخيرة». وفي خطاب ألقاه في 26 يوليو للاحتفال بالذكرى السادسة والثلاثين لبدء الثورة الكوبية قال كاسترو أن رحلات الرئيس بوش إلى بولندا والمجر كانت «لتشجيع الاتجاهات الرأسمالية التي تطورت هناك والمشاكل السياسية التي ظهرت هناك».
في مؤتمر صحفي في 23 مارس 1990 سئل بوش عما ستفعله الولايات المتحدة الآن بأن كوبا هي النظام العسكري الوحيد في نصف الكرة الأرضية وإذا كانت الولايات المتحدة ستساعد الحكومة الكوبية في حالة رحيل كاسترو رد بوش بذلك أن الولايات المتحدة «سوف تبتهج بكونها قادرة على مساعدة حكومة منتخبة ديمقراطيا في كوبا» وإيمانه بأن الكوبيين يريدون نفس شكل الديمقراطية والحرية المنشودة في بنما ونيكاراغوا بالإضافة إلى بلدان أخرى في هذا النصف من الكرة الأرضية. وبعد أن اعترف بأنه شعر بأن تعليقاته ستكون غير فعالة قال بوش: «سأشجع كاسترو على التحرك نحو انتخابات حرة ونزيهة. سأشجعه على التخفيف من مسألة حقوق الإنسان حيث كان غير راغب حتى بالترحيب بعودة الأمم المتحدة لن أغير سياسة حكومة الولايات المتحدة تجاه السيد كاسترو وسنستمر في محاولة جلب الحقيقة لكوبا مثلما فعلنا لتشيكوسلوفاكيا وبولندا وغيرها من الدول».
في خطاب أذيع في 21 مايو 1991 بمناسبة الذكرى 89 لاستقلال كوبا طلب بوش من «فيديل كاسترو إطلاق سراح السجناء السياسيين في كوبا والسماح للجنة الأمم المتحدة لحقوق الإنسان بالتحقيق في الانتهاكات المحتملة لحقوق الإنسان في كوبا». في سبتمبر أعلن غورباتشوف عن نية الاتحاد السوفيتي سحب القوات من كوبا. بعد ذلك بوقت قصير ذكرت إدارة بوش إمكانية أن تضعف هذه الخطوة كاسترو لكن المسؤولين أكدوا إحجام الإدارة عن المشاركة في تسريع سقوطه مشيرين إلى فرص تحويل كوبا إلى نقطة حامضة في العلاقات بين الولايات المتحدة والاتحاد السوفيتي أو التحرك من جانب أمريكا معاداة حلفاء أمريكا اللاتينية للإدارة.
في 31 ديسمبر 1992 أطلقت الحكومة الفيدرالية الأمريكية سراح 45 كوبيًا انشقوا إلى الولايات المتحدة عبر طائرة. كانت الحكومة الكوبية قد اتهمت الولايات المتحدة مسبقاً بانتهاك القانون الدولي بسياستها لمنح اللجوء السياسي للكوبيين.

### هندوراس
في الأيام التي سبقت تنصيب بوش وبصفته الرئيس المنتخب التقى مع رئيس هندوراس خوسيه أزكونا ديل هويو لإجراء مناقشة حول القضايا الإقليمية والثنائية وقال هويو قبل مغادرته أنهما «تحدثا في الموضوعات التي هي من مصلحة هندوراس». في 14 مارس طلبت الولايات المتحدة من هندوراس السماح لمقاتلي نيكاراغوا بالبقاء في أراضيهم لمدة عام آخر حيث قال مسؤولو الإدارة أن هذا التصريح أدلى به وكيل وزارة الخارجية للشؤون السياسية روبرت كيميت خلال اجتماعه في هندوراس مع الرئيس هويو في وقت واحد مع مسئولين من هندوراس يلتقون بقادة متضامنين لمناقشة حول خطط نزع سلاح المتمردين.
في 17 أبريل 1990 التقى بوش مع رئيس هندوراس رافاييل ليوناردو كاييخاس روميرو في البيت الأبيض لإجراء مناقشة واسعة النطاق شملت رضاهم المشترك عن استقرار العلاقة بين الولايات المتحدة وهندوراس. وأشاد بوش بهندوراس على «دورها المنتج في التوصل إلى اتفاق متعدد الأطراف بشأن التسريح السلمي وإعادة المقاومة النيكاراغوية إلى الوطن في ظروف آمنة لجميع المعنيين» وأشار إلى الدعم الأمريكي لهذه السياسة. كما تعهد بوش بتقديم المساعدات الأمريكية «لضمان تقديم المساعدات الإنسانية للمحتاجين في كل من نيكاراجوا وهندوراس أثناء عودتهم إلى منازلهم وعائلاتهم ووظائفهم ولعب دور حيوي في مساعدة نيكاراغوا على تأسيس مؤسسات ديمقراطية دائمة».

### فنزويلا
في 4 مارس 1989 أعلن المسؤولون الحكوميون والمصرفون نية إدارة بوش لنقل ما يقرب من ملياري دولار من القروض الطارئة إلى فنزويلا لمساعدة البلاد وسط أعمال الشغب والقتل في كاراكاس خلال الأزمة الاقتصادية. أكد الاقتصاديون والديمقراطيون في الكونغرس أن أحداث فينزويلا تعكس عقم الإقراض مقابل محاولات الدول المدينة لإصلاح اقتصاداتها التي تعاني من التضخم والتي فرضتها وزارة الخزانة تحت قيادة جيمس بيكر.
في 26 يونيو 1990 أعلن بوش ترشيح مايكل مارتن سكول لسفير الولايات المتحدة لدى فنزويلا.
في 3 مايو 1991 التقى بوش مع رئيس فنزويلا كارلوس أندريس بيريز خلال زيارة خاصة قام بها بيريز إلى الولايات المتحدة. ناقش الزعيمان عملية السلام في السلفادور ورضاهما المشترك عن الاتفاق بين حكومة السلفادور والمقاتلين في الأسبوع الماضي. وأشاد بوش ببيريز لكونه جزءًا من عملية السلام في السلفادور وتحدث الاثنان أيضًا عن نيكاراغوا وديمقراطية هايتي وقضايا النفط الدولية.

### بنما
في الثمانينيات من القرن الماضي كان الزعيم البنمي مانويل نورييغا الذي كان في يوم من الأيام قائداً داعماً للولايات المتحدة واتُهم لاحقاً بالتجسس لصالح فيدل كاسترو ويستخدم بنما لنقل المخدرات إلى الولايات المتحدة واحداً من أكثر الأسماء المعروفة في أمريكا وكان باستمرار في الصحافة. بدأ الصراع لإزالته من السلطة في إدارة ريغان عندما فرضت عقوبات اقتصادية على البلاد. وشمل هذا حظر الشركات الأمريكية والحكومة من دفع الأموال إلى بنما وتجميد 56 مليون دولار في الصناديق البنمية في البنوك الأمريكية. أرسل ريغان أكثر من 2000 جندي أمريكي إلى بنما أيضًا. على عكس ريغان تمكن بوش من إزالة نورييغا من السلطة لكن تخطيط حكومته غير الناجح بعد الغزو عرقل احتياجات بنما خلال تأسيس الحكومة الديمقراطية الشابة.
وفي مايو 1989 أجرت بنما انتخابات ديمقراطية وانتخب فيها غييرمو إندارا رئيسا وتم إلغاء النتائج بعد ذلك من قبل حكومة نورييغا. ردا على ذلك أرسل بوش 2000 جندي إضافي إلى البلاد حيث بدأوا في إجراء تدريبات عسكرية منتظمة في الأراضي البنمية (في انتهاك للمعاهدات السابقة). ثم سحب بوش سفارة وسفيره من البلاد وأرسل قوات إضافية إلى بنما لإعداد الطريق لغزو قادم. في الثامن عشر من ديسمبر اعترف بوش بأنه يعتقد أن الوضع الحالي في بنما مثير جداً للقلق وأنه كان «إحباطاً هائلاً بالنسبة لي» لكنه رفض ذكر النية التي كان للولايات المتحدة تجاهها خلال مقابلة مكتب بيضاوي مع مراسلي خدمة الاتصالات السلكية واللاسلكية. وراقب ر. و. أبل الابن من صحيفة «نيويورك تايمز» الغزو على أنه وضع بوش بين الرؤساء الأميركيين الآخرين في فترة ما بعد الحرب العالمية الثانية الذين «شعروا بالحاجة إلى إظهار رغبتهم في إراقة الدماء من أجل حماية أو تعزيز ما يعتبرونه مصلحة وطنية».
في أوائل يناير 1990 قام بوش بتوجيه نائب وزير الخارجية لورانس ايغلبرغر ونائب وزير الخزانة جون روبسون لزيارة بنما لإجراء مناقشات مع الرئيس إندارا ونائب الرئيس فورد وأرياس كالديرون ومستشارين آخرين من بنما لمعرفة الدور الذي يمكن أن تلعبه الولايات المتحدة في إعادة الإعمار الاقتصادي في بنما. في 25 يناير أعلن بوش عن خطة لإنعاش الاقتصاد في بنما شملت تنفيذ القروض والضمانات وفرص التصدير لمساعدة القطاع الخاص في بنما فضلاً عن توفير فرص عمل وحزمة مساعدات تهدف إلى الموازنة بين دعم الدفع والاستثمار العام وإعادة الهيكلة إلى جانب محاولة تطبيع العلاقات بين بنما والمؤسسات المالية الدولية. في 14 فبراير وقع بوش على قانون المساعدة العاجلة من أجل الديمقراطية في بنما لعام 1990 ليصبح قانونًا في بيان قال فيه أن القانون سيسمح للمرحلة الأولى من الانتعاش الاقتصادي في بنما بالبدء وأن البرنامج «يحتوي على مجموعة من مساعدات منظمة الأمريكيون من أجل الديمقراطية المطلعة والأوبك وإكسيم بنك وغيرها من المساعدات فضلاً عن استعادة مبادرة منطقة حوض البحر الكاريبي والفوائد التجارية لنظام الأفضليات المعمم في بنما».

## آسيا

### جنوب آسيا

#### أفغانستان
كان أول عمل يقوم به وزير الخارجية بيكر هو إصدار أمر بسحب السفارة الأمريكية في كابول في يناير 1989. وفي كلمته أمام القرار خلال أول مؤتمر صحفي له وصفه بوش بأنه «سياسة حكيمة لحماية حفنة من الحياة الأمريكية» التي كانت صدى للتدابير التي اتخذتها دول أخرى. وأكد بوش أن هناك عدم يقين بشأن كيفية المضي قدما في أفغانستان لكن ذلك يقنع السوفييت بمواصلة انسحابهم وهي خطوة يؤيدها. وسحب الاتحاد السوفييتي قواته بالكامل من أفغانستان بعد أسابيع من تنصيب بوش. ووصف بوش التطور بأنه «بداية فصل جديد في تاريخ أفغانستان» و«انتصار رائع للروح والإرادة من جانب الشعب الأفغاني» بدعم من الولايات المتحدة وأكد بوش على أن الدعم الأمريكي للمتمردين الأفغان سيستمر ما دامت كانت جهودهم تهدف إلى إنتاج «حكومة مستقرة ذات قاعدة عريضة وتستجيب لاحتياجات الشعب الأفغاني» وتدعوا إلى دعم المقاومة لهذا المبدأ.
في 14 يناير 1990 أرسل بوش وفداً أميركياً إلى جنوب آسيا كجزء من جهود متسارعة لإيجاد تسوية لحرب أفغانستان. وجاء هذا القرار حيث أثيرت احتمالات قطع الأسلحة من كل من القوى العظمى فضلا عن حكومة ائتلافية ودور أكبر للأمم المتحدة. وفي الشهر التالي أعلنت باكستان أنها ستسحب دعمها لحل عسكري في أفغانستان وأنها نقلت إلى الولايات المتحدة أنها لا تعارض حلًا يحافظ على بقاء رئيس أفغانستان محمد نجيب الله في السلطة. وأفاد مستشار الأمن القومي الباكستاني إقبال أخوند أن الاقتراح الأمريكي لم يتلقه السوفيت بحرارة وكان من المشكوك فيه أن تعمل الفكرة جزئيا بسبب إصرار السوفييت على بقاء نجيب الله في السلطة. في مايو كشف المسؤولون الأمريكيون والباكستانيون عن أن الاتحاد السوفييتي قد أسقط إصراره على بقاء الرئيس نجيب الله في السلطة في حكومة أفغانية مستقبلية في الوقت الذي خففت فيه الولايات المتحدة لإصرارها على أن نجيب الله يتخلى عن مطالبته بالرئاسة. كما ذكر المسؤولون الأمريكيون أنه في حين احتفظت الولايات المتحدة والاتحاد السوفييتي بمناطق خلاف رئيسية «تم تضييق الخلافات في الأسابيع الأخيرة حيث استنتج الطرفان أن الانتخابات قد تكون أفضل طريقة لإنهاء الحرب».
في مايو 1991 أعلنت إدارة بوش أنها لم تجدد منح أموالاً للمتمردين الأفغان في موازنتها لعام 1992 وهي سياسة كانت سارية لمدة 11 عاماً. واعتبر القرار بمثابة دليل على «الإحباط بأن السياسة الأفغانية عفا عليها الزمن ويصعب الدفاع عنها».
في أبريل 1992 وجهت إدارة بوش نداءً علنياً دعت فيه المتمردين الأفغان إلى التحلي بضبط النفس في محاولة للسيطرة على عاصمة كابول وأسر رئيس أفغانستان نجيب الله وطلبت المتحدثة باسم وزارة الخارجية مارغريت توتويلر من «الناس المسلحين من فضلكم في هذا الوضع الذي استقالت فيه القيادة للتو وتنحى سواء في أفغانستان أو في أي مكان آخر لديك فراغ فوري ويمكن أن يكون لديك فوضى ويمكن أن يكون لديك ارتباك ومن فضلك لا تلجأ إلى العنف».

#### الهند
في الأشهر الأولى من إدارة بوش ضغطت الولايات المتحدة على الهند لفرض قوانين أقوى لحماية براءات الاختراع أو أن تخضع لإجراءات تجارية انتقامية. وناقش المسؤولون الأميركيون والهنود هذه المسألة في شهر مارس خلال زيارة إلى واشنطن. واعتبر هذا الموضوع بمثابة تهديد لبرنامج علمي مشترك يشمل الولايات المتحدة والهند. في مايو 1989 رداً على الولايات المتحدة التي وضعت الهند على قائمة البلدان التي كانت متداولة غير منصفة اتهم وزير التجارة دينيش سينغ الولايات المتحدة بانتهاك الاتفاقات التي وافقت عليها بموجب الاتفاق العام بشأن التعريفات الجمركية والتجارة وأن الهند تعتبر «هذا القانون والعمل بموجبه على أنه غير مبرر وغير عقلاني وغير عادل».
في مايو 1991 اغتيل رئيس الوزراء الهندي السابق راجيف غاندي من خلال التفجيرات الانتحارية خلال حملته الانتخابية في الانتخابات المقرر إجراؤها في ذلك العام. وفي حديثه مع الصحفيين بعد فترة وجيزة من الحدث أدان بوش عملية الاغتيال ووصفها بأنها «مأساة مروعة» لن تقوض مهمة الديمقراطية في الهند وقال أنه «وقت للهدوء من أجل الحل السلمي للخلافات» وهو مفهوم تم فهمه من قبل غاندي وعائلته.
في 24 فبراير 1992 أعلن بوش ترشيح توماس ر. بيكرينغ للعمل سفيرا للولايات المتحدة في الهند.

### الصين
في مؤتمر صحفي في 24 يناير 1990 سئل بوش عن نيته في لعب الصين ضد الاتحاد السوفييتي في حال سقوط جورباتشوف من السلطة وخلفه في قالب جوزيف ستالين. ووصف بوش الصين بأنها «لاعب رئيسي» في الأحداث العالمية وأشار إلى أهميتها في الجغرافيا السياسية بسبب سبب رغبته في أن تتمتع الولايات المتحدة بعلاقات جيدة أو جيدة على الرغم من الاعتراف بأن الظروف الحالية «ظروف غير مرضية».
في بيان صدر في 30 أبريل 1991 أعلن السكرتير الصحفي فيتزواتر أن بوش «قرر عدم الموافقة على طلب لترخيص تصدير مكونات الأقمار الصناعية الأمريكية إلى الصين من أجل قمر صناعي محلي للاتصالات الصينية» مستشهداً بالشركات الصينية المشاركة في الأنشطة التي تثير مخاوف الانتشار النووي للإدارة وأن قرار بوش أكد أن الولايات المتحدة تأخذ حظر الانتشار النووي على محمل الجد. وأكدت فيتزواتر أن الولايات المتحدة كانت تجري مناقشات مستمرة مع الصين تهدف إلى جعل الصين تتواءم مع المبادئ التوجيهية الدولية للصواريخ وصادرات التكنولوجيا المرتبطة بها. في الشهر التالي في 14 مايو أعلن بوش ترشيح ج. ستابلتون روي ليخلف ليلي كسفير للولايات المتحدة في الصين.

### كوريا الشمالية
خلال عام 1989 قامت إدارة بوش بجهد دبلوماسي هادئ لإقناع كوريا الشمالية بتسليم منشآتها النووية إلى ضمانات دولية. في 25 أكتوبر من ذلك العام أكد مسؤولو الإدارة قلقهم من أن كوريا الشمالية كانت تحاول تطوير أسلحة نووية.
خلال المؤتمر الصحفي الذي عقده بوش في 6 يناير 1992 مع الرئيس الكوري الجنوبي روو تاي وو قال وو للصحفيين أن الزعيمين «أكدا بشكل مشترك على موقف لا يتزعزع بأن كوريا الشمالية يجب أن توقع وتصدق على اتفاقية ضمانات نووية وأن الإعلان المشترك الذي بدأ مؤخرا لشبه جزيرة شبه نووية يجب أن تدخل حيز التنفيذ في أقرب وقت ممكن». ودعا بوش كلا من كوريا الشمالية وكوريا الجنوبية لتنفيذ ترتيبات التفتيش الثنائية بموجب الإعلان غير النووي المشترك من الشهر السابق وذكر التزام كوريا الشمالية مع هذه الشروط من شأنه أن يؤدي إلى أن الولايات المتحدة وكوريا الجنوبية عن قصد التخلي عن ممارسة روح الفريق هذا العام. وقال روه أن الولايات المتحدة وكوريا الجنوبية ستشتركان في جهود لإنهاء تطوير الأسلحة النووية في كوريا الشمالية وتخلي البلاد عن مصانع التجهيز النووي وتخفيض منشآت التخصيب.

### اليابان
في الأشهر الأولى تفاوضت إدارة بوش مع اليابان للتعاون في مشروع من شأنه إنتاج طائرة مقاتلة. وبينما رأى المؤيدون المشروع المشترك على أنه يسمح للولايات المتحدة بالوصول إلى التكنولوجيا اليابانية ومنع اليابان من بناء طائراتها الخاصة فقد اجتذب الاتفاق انتقادات من الحزبين من أعضاء الكونجرس الذين اعتقدوا أن الاتفاق سيعطي التكنولوجيا الأمريكية لليابان ويسمح للبلد بتشكيل شركة كبرى صناعة الطيران. أعلن بوش عن إتمام الصفقة في 28 أبريل 1989 وتقييم الطائرات بأنها تقدم تحسنا في الدفاع عن كل من أمريكا واليابان. في 21 نوفمبر وقع بوش على إجراء يضمن التعويضات للأمريكيين اليابانيين خلال الحرب العالمية الثانية 20,000 دولار لكل ناجٍ بعد أن أجازه الكونغرس.
خلال زيارة قام بها في 1 مارس 1990 إلى مكتب الرئيس السابق ريغان سئل بوش عن اجتماعه القادم مع رئيس وزراء اليابان توشيكي كايفو أجاب بوش بأن الاجتماع سيكون مثيرا للاهتمام بالنظر إلى أن كايفو «قد عزز منصبه في الحزب وكان علينا أن نقنعه بأن علينا المضي قدمًا في بعض المشاكل الصعبة كما تعلمون». في 12 مارس التقى بوش مع رئيس الوزراء السابق نوبورو تاكه-شيتا لمدة ساعة لمناقشة القضايا الاقتصادية المشتركة و«حقيقة أن حلها سيتطلب جهودًا غير عادية على كلا جانبي المحيط الهادئ». في 28 أبريل أعلن بوش أنه تمت إزالة اليابان من قائمة الدول التي تستهدفها الولايات المتحدة من خلال التعريفات الانتقامية ما اعتبر الممارسات التجارية غير العادلة من جانب اليابان. جاء القرار بناءً على توصية الممثلة التجارية الأمريكية كارلا هيلز أندرسون وأشاد به المسؤولون اليابانيون. وجاءت هذه الخطوة في وقت كانت الولايات المتحدة تعاني من عجز تجاري بقيمة 50 مليار دولار مع اليابان وقال منتقدو الكونغرس أن الاختيار كان قبل الحصول على نتائج يمكن التحقق منها. في 28 يوليو أعلن بوش أنه لن يمنع بيع شركة سيمي غاز للأنظمة إلى نيبون سانسو اليابانية. أوصت لجنة الاستثمار الأجنبي في الولايات المتحدة بوش بعدم التدخل في محاولة نيبون سانسو.
في أبريل 1991 التقى بوش برئيس الوزراء كايفو حيث قال بوش بعد ذلك أن الاثنين «ملتزمان برؤية أن الهجوم لا يمضي قدما وأن هذه العلاقة مستمرة». وأكد بوش أن الولايات المتحدة ترغب في الوصول إلى سوق الأرز الياباني وأن كايفو قد شرح الاعتراضات التي أثيرت في اليابان وبوش مؤكدا أنه يمكن التوصل إلى حل للقضية بموجب الاتفاق العام بشأن التعريفات الجمركية والتجارة. في نوفمبر أثناء خطاب في نيويورك ذكر بوش أن ضرب اليابان أصبح انتظاماً في أجزاء من الولايات المتحدة وساهم في توتر العلاقات. بعد يومين قال كبير أمناء مجلس الوزراء كويشي كاتو أن اليابان لديها مشاعر مختلطة تجاه الولايات المتحدة وأن اليابان كانت موضع تقدير من خلال الجهود الأمريكية لخفض العجز في الميزانية الأمريكية. في السابع من ديسمبر الذكرى السنوية الخمسين للهجوم على بيرل هاربر وقبل بوش اعتذاراً من اليابان بشأن الحدث الذي أصدره رئيس الوزراء كييتشي ميازاوا في اليوم السابق وحث على إحراز تقدم في تحسين العلاقات بين الولايات المتحدة واليابان.
في يناير 1992 خلال خطاب ألقاه في قاعدة أندروز الجوية قال بوش أن رحلته القادمة إلى اليابان ستنتج الصادرات الأمريكية التي من شأنها أن تؤدي إلى المزيد من فرص العمل. هذا الجزء من الخطاب «سرعان ما طغى عليه إعلان الحكومة أن البطالة ارتفعت إلى 7.1٪ في ديسمبر وهو أعلى معدل في ست سنوات». أجاب رئيس موظفي البيت الأبيض صموئيل ك سكينر بالإفراج عن الأرقام بقوله إنهم جعلوا الرحلة «أكثر أهمية من أي وقت مضى». على متن الطائرة الرئاسية أوضح بوش أن هذه الرحلة الإيجابية ستضمن التوصل إلى اتفاق مع اليابان حيث تتعهد البلاد بشراء 10 مليارات إضافية من قطع غيار السيارات الأمريكية كل عام حتى عام 1995 وسيتم خلق 200 ألف فرصة عمل خلال هذه الفترة.

### كوريا الجنوبية
في سبتمبر 1989 سافر نائب الرئيس دان كويل إلى سول للاجتماع مع رئيس كوريا الجنوبية روو تاي وو حيث أشار كويل إلى أن الولايات المتحدة ملتزمة بأمن كوريا الجنوبية ودعمت الولايات المتحدة إزالة الكليات العسكرية الأمريكية من سول. وأعرب روه عن ارتياحه لاستقرار الإدارة في تأمين كوريا ومساعدة تنمية كوريا الجنوبية.
في 20 أكتوبر 1991 أعلن مسؤولو إدارة بوش عن عزمهم على سحب الأسلحة النووية الأمريكية من كوريا الجنوبية. كان الهدف من هذه الخطوة إقناع كوريا الشمالية بالسماح بالتفتيش الدولي على مصانعها النووية وكان السبب جزئياً هو أن المسؤولين الأمريكيين لم يعودوا يفكرون في القنابل اللازمة للدفاع عن كوريا الجنوبية.

## حرب الخليج الثانية
في 2 أغسطس 1990 غزا العراق بقيادة صدام حسين جاره الغني بالنفط في الجنوب الكويت. وأشارت التقارير الأولية إلى وقوع إصابات واسعة وحذر العراق من التدخل الأجنبي. وأفادت تقارير بأن مستشار الأمن القومي برنت سكوكروفت أبلغ الرئيس بوش بالعمل العسكري خلال المساء وشارك مسؤولو وزارة الخارجية في مناقشة في وقت متأخر من الليل حول هذه المسألة. في صباح اليوم التالي كرر الرئيس بوش إدانة الولايات المتحدة للعراق وأعلن عن إدارته لتوم بيكرينغ للتعاون مع الكويت «في عقد اجتماع طارئ لمجلس الأمن» وتوقيعه للأوامر التنفيذية «بتجميد الأصول العراقية في هذا البلد وحظر المعاملات مع العراق» و«تجميد الأصول الكويتية» وكان الغرض من الأمر التنفيذي الأخير منع العراق من التدخل في أصول الكويت خلال فترة احتلاله. وزير الدفاع الأمريكي ديك تشيني سافر إلى السعودية للقاء الملك فهد. طلب فهد مساعدة عسكرية أمريكية في هذه المسألة خوفا من غزو محتمل لبلاده أيضا. وقد تم تلبية الطلب في البداية بالطائرات المقاتلة التابعة للقوات الجوية. حاول العراق التفاوض على صفقة تسمح للبلاد بالسيطرة على نصف الكويت. رفض بوش هذا الاقتراح وأصر على الانسحاب الكامل للقوات العراقية. بدأ التخطيط لعملية برية من قبل قوات التحالف بقيادة الولايات المتحدة في سبتمبر 1990 برئاسة الجنرال نورمان شوارتسكوف. تحدث بوش قبل جلسة مشتركة للكونجرس الأمريكي بشأن التصريح بالهجمات الجوية والبرية حيث وضع أربعة أهداف فورية: «يجب على العراق الانسحاب من الكويت بشكل كامل وفوري وبدون شروط. يجب إعادة حكومة الكويت الشرعية. الأمن والاستقرار يجب التأكد من أن الخليج العربي مضمون ويجب حماية المواطنين الأمريكيين في الخارج». ثم حدد هدفاً خامساً طويل الأمد: «من هذه الأوقات المضطربة يمكن تحقيق هدفنا الخامس - نظام عالمي جديد - عصر جديد - أكثر حرية من تهديد الإرهاب وأقوى في السعي إلى تحقيق العدالة والكثير من الأمن في البحث عن السلام وعصر تستطيع فيه دول العالم الشرق والغرب والشمال والجنوب أن تنعم بالعيش في انسجام ... عالم يحل فيه حكم القانون محل حكم الغاب. العالم الذي تعترف فيه الدول بالمسؤولية المشتركة عن الحرية والعدالة وعالم يحترم فيه القوي حقوق الضعفاء». مع معارضة مجلس الأمن التابع للأمم المتحدة للعنف في العراق أذن الكونجرس باستخدام القوة العسكرية بهدف محدد يتمثل في إعادة السيطرة على الكويت إلى الحكومة الكويتية وحماية مصالح أمريكا في الخارج.

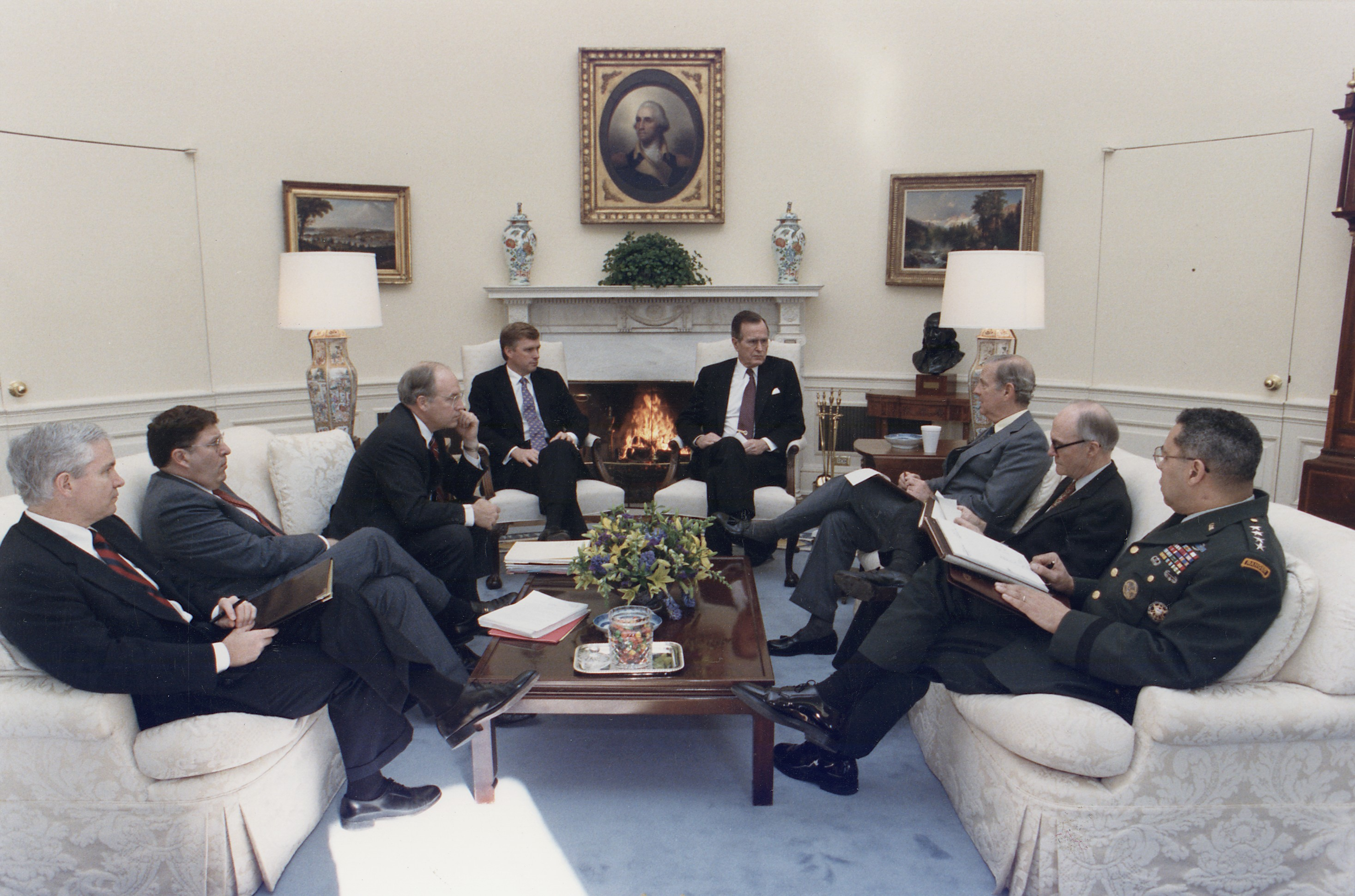
بوش يلتقي روبرت غيتس والجنرال كولن باول والوزير ديك تشيني وآخرين حول الوضع في الخليج العربي وعملية درع الصحراء في 15 يناير 1991.

في وقت مبكر من صباح 17 يناير 1991 شنت قوات التحالف أول هجوم والذي شمل أكثر من 4000 عملية قصف تقوم بها طائرات التحالف. وستستمر هذه الوتيرة في الأسابيع الأربعة المقبلة إلى أن تم إطلاق غزو بري في 24 فبراير 1991. اخترقت قوات الحلفاء الخطوط العراقية ودفعت نحو مدينة الكويت بينما كانت القوات في الجانب الغربي من البلاد تعترض الجيش العراقي المتراجع. اتخذ بوش قرارًا لوقف الهجوم بعد 100 ساعة فقط. ووصف النقاد هذا القرار بأنه سابق لأوانه حيث تمكن مئات من القوات العراقية من الفرار. ورد بوش بالقول أنه يريد تقليل الخسائر الأمريكية. كما اتهم المعارضون بأن على بوش مواصلة الهجوم ودفع جيش صدام إلى بغداد ثم إبعاده عن السلطة. وأوضح بوش أنه لم يعط أمرا بالإطاحة بالحكومة العراقية لأنه «تكبد تكاليف بشرية وسياسية لا يمكن حسابها ... كنا سنضطر إلى احتلال بغداد وفي الواقع حكم العراق».
ارتفعت شعبية بوش بعد الهجوم الناجح. بالإضافة إلى ذلك شعر الرئيس بوش ووزير الخارجية بيكر بأن نصر التحالف قد زاد من مكانة الولايات المتحدة في الخارج واعتقد أن هناك فرصة سانحة لاستخدام رأس المال السياسي المتولد عن نصر التحالف لإنعاش عملية السلام العربية الإسرائيلية. عادت الإدارة على الفور إلى عملية صنع السلام العربية الإسرائيلية بعد نهاية حرب الخليج الثانية. أدى ذلك إلى مؤتمر مدريد في وقت لاحق من عام 1991.

## الاتحاد السوفيتي

### 1989
في يناير 1989 أعرب برنت سكوكروفت عن اعتقاده بأن الحرب الباردة لم تنتهِ وأن السكرتير العام للحزب الشيوعي السوفييتي ميخائيل غورباتشوف كان يحاول أن يسبب قضايا للتحالف الغربي. عندما سُئل عن هذه التعليقات في أول مؤتمر صحفي له بعد أسبوع في 27 يناير قال بوش عن موقف الإدارة من الاتحاد السوفييتي: «دعونا نأخذ وقتنا الآن. دعونا نلقي نظرة على موقفنا من محادثات الأسلحة الاستراتيجية وعلى محادثات القوة التقليدية في محادثات الأسلحة الكيميائية والبيولوجية في بعض مشاكل سياستنا الثنائية مع الاتحاد السوفييتي وصياغة السياسة ثم الخروج إلى الأمام - وهنا الموقف الأمريكي». عندما سئل عن إمكانية عرض صفقات القوة العظمى للولايات المتحدة في 6 فبراير قال بوش أنه غير متأكد لكنه تحدث عن التأثير الذي كان للاتحاد السوفييتي أن يمتلكه على رغبة الإدارة في إشراك أمريكا الوسطى: "أستطيع أن أرى إمكانية التعاون في أمريكا الوسطى لأنني أريد على السوفييت أن نفهم أن لدينا مصالح خاصة جدًا في هذا النصف من الكرة الأرضية لا سيما في أمريكا الوسطى وأن التزامنا بالديمقراطية والحرية والانتخابات الحرة وهذه المبادئ غير واعية. في 9 فبراير وخلال خطاب أمام جلسة مشتركة للكونجرس دعا بوش إلى التغيير في العالم وخص بالذكر الاتحاد السوفييتي كمنطقة يرغب في تحسين العلاقات معها مستشهدا ب"الحقائق الأساسية تبقى أن يحتفظ السوفيت بآلة عسكرية قوية جدا في خدمة الأهداف التي لا تزال في كثير من الأحيان متعارضة مع أهدافنا «وأنه أكد شخصيا غورباتشوف أن الولايات المتحدة ستكون مستعدة للمضي قدما بعد مراجعة سياساتها هناك». في خطاب ألقاه أمام المؤتمر السنوي للمحاربين القدامى في الحروب الخارجية في السادس من مارس خاطب بوش «القضية الرئيسية للتغيير داخل الاتحاد السوفييتي» حيث كانت هناك أسئلة أكثر من الأجوبة وعرضت موقفًا يمكن للحكومة الفيدرالية نشره وسط حالة عدم اليقين بشأن الاتحاد السوفييتي. مستقبل الاتحاد: «يجب أن نضغط من أجل التقدم الذي يساهم في علاقة أكثر استقرارًا بين الولايات المتحدة والاتحاد السوفييتي لكن يجب أن نجمع بين استعدادنا لبناء علاقات أفضل مع التصميم على الحفاظ على الدفاعات الكافية لتأمين مصالحنا».
في عام 1989 بعد سقوط جدار برلين التقى بوش مع جورباتشوف في مؤتمر حول جزيرة مالطا في البحر الأبيض المتوسط. كانت الإدارة تخضع لضغوط مكثفة للقاء السوفييت ولكن لم يجد الجميع في البداية قمة مالطا كخطوة في الاتجاه الصحيح. وكان الجنرال برنت سكوكروفت من بين آخرين متخوفًا من الاجتماع قائلاً أنه قد يكون "سابقًا لأوانه" بسبب المخاوف من كونه وفقًا لكونداليزا رايز "ستحدد التوقعات أن شيئًا ما سيحدث حيث قد يكون موضوع السوفييت مدرجًا". ويجبرون [الولايات المتحدة] على إبرام اتفاقيات لن تكون في نهاية المطاف جيدة للولايات المتحدة". لكن القادة الأوروبيين بمن فيهم فرنسوا ميتران ومارغريت ثاتشر شجعوا بوش على الاجتماع مع جورباتشوف وهو ما فعله في 2 و3 ديسمبر 1989. على الرغم من عدم توقيع أي اتفاقيات إلا أن الاجتماع كان ينظر إليه بشكل كبير باعتباره اجتماعًا مهمًا. عندما سئل غورباتشوف عن الحرب النووية أجاب: "أكدت لرئيس الولايات المتحدة أن الاتحاد السوفييتي لن يشن حربا ساخنة على الولايات المتحدة. ونود أن تتطور علاقاتنا بطريقة تجعلهم يفتحون إمكانيات أكبر للتعاون .... هذه هي البداية فقط ونحن فقط في بداية طريقنا وهو طريق طويل إلى فترة سلمية طويلة الأمد". تم استقبال الاجتماع كخطوة مهمة جدًا حتى نهاية الحرب الباردة.

### 1990
في يوم رأس السنة الجديدة عام 1990 تم بث رسالة مسجلة من قبل بوش في منتصف ديسمبر في الاتحاد السوفيتي وصف خلالها اجتماعاته مع جورباتشوف بأنها أسفرت عن اتفاق للولايات المتحدة والاتحاد السوفيتي "لمضاعفة جهودنا لتقليص التهديد الرهيب من أسلحة الدمار الشامل ومتابعة مع دول أخرى اتفاقية لتقليص القوات التقليدية في أوروبا "وسط نقاشات" حول السبل التي يمكننا من خلالها إنهاء الصراعات الإقليمية والتخفيف من الخسائر الفظيعة في المعاناة الإنسانية التي تجلبها. وأعاد تأكيد دعمه "لعملية الإصلاح الديناميكية في الاتحاد السوفييتي" وتعهد بالمساعدة في تخفيض الحواجز التجارية إلى جانب الاستثمار والسلع والأفكار الحرة.
في 6 أبريل عقد بوش اجتماعًا صباحيًا مع وزير خارجية الاتحاد السوفييتي إدوارد شيفردنادزه حيث دعا بوش إلى استمرار الحوار السلمي في ليتوانيا وذكر أن الولايات المتحدة لم تعترف بتضمين ليتوانيا بالقوة في الاتحاد السوفييتي. وقد حدد بوش الموقف الأمريكي في هذا الشأن على أنه اعتراف بحق تقرير المصير الذي أبدته ليتوانيا ومحاباة الاتحاد السوفييتي بعدم القيام بأية أعمال قد تغرق في إمكانية التوصل إلى حل سلمي للاتصالات والاتفاق. أشار بوش إلى موقف الاتحاد السوفييتي ضد الرحلات الجوية المباشرة إلى إسرائيل وحث على إعادة النظر.
في 1 يونيو وقع بوش وجورباتشوف اتفاقيات ثنائية في الغرفة الشرقية لإزالة أغلبية الأسلحة الكيميائية في كل من الولايات المتحدة والاتحاد السوفيتي وفرض بروتوكولات للحد من التجارب النووية وتوسيع اتفاق عام 1973 بشأن الاستخدامات السلمية للطاقة الذرية والتعاون بين الولايات المتحدة والاتحاد السوفيتي في كل من أبحاث الطاقة الذرية والسلامة النووية المدنية. وقال بوش أن الاتفاقيات ستدفع قضية السلام العالمي في الوقت الذي استخدم فيه غورباتشوف الحريات الأساسية الأربعة التي وصفها الرئيس الأمريكي فرانكلين روزفلت قبل نصف قرن.
في 12 ديسمبر بعد حديثه مع وزير خارجية الاتحاد السوفييتي إدوارد شيفرنادزه حول قضايا تتعلق بالعلاقات بين الولايات المتحدة والاتحاد السوفييتي قال بوش أنه «سعيد بالتقدم الكبير الذي أحرزناه في ستارت ونأمل أن يكونوا مستعدين للتوقيع على معاهدة في قمة تعقد في موسكو من 11 إلى 13 فبراير». كما ذكر أنه وجه شيفردنادزه ليعبر عن دعمه للولايات المتحدة التي تستجيب «لكل من احتياجات الاتحاد السوفيتي على المدى القصير والمساهمة في الإصلاح الاقتصادي الأساسي» وأنه أشار للوزير استعداده الخاص «للرد إلى طلب السوفييت للحصول على ضمانات ائتمانية لشراء السلع الزراعية من خلال تنازل عن تعديل جاكسون - فانيك». وتعهد بوش بأنه سيقترح على كل من البنك الدولي والشراكة مع الاتحاد السوفييتي منح الاتحاد السوفييتي جمعية خاصة من شأنها أن تسمح له بالحصول على «خبرة مالية واقتصادية كبيرة لتلك المؤسسات».

### 1991
عقدت قمة أخرى في يوليو 1991 ووقع فيها بوش وجورباتشوف في موسكو معاهدة تخفيض الأسلحة الاستراتيجية (ستارت 1). استغرقت المعاهدة تسع سنوات وهي أول اتفاقية رئيسية للأسلحة منذ التوقيع على معاهدة الصواريخ النووية متوسطة المدى من قبل ريغان وجورباتشوف في عام 1987. وسوف تخفض الاعتراضات في معاهدة ستارت الأسلحة النووية الاستراتيجية للولايات المتحدة واتحاد الجمهوريات الاشتراكية السوفيتية. حوالي 35٪ على مدى سبع سنوات وسيتم قطع الصواريخ الباليستية العابرة للقارات للاتحاد السوفياتي بنسبة 50٪. ووصف بوش ستارت بأنها «خطوة هامة إلى الأمام في تبديد نصف قرن من عدم الثقة».
تعرض بوش وكونداليزا رايز للانتقادات بسبب نبرتهما الضعيفة للغاية وحساباتهما الخاطئة في خطاب دجاج كييف في 1 أغسطس 1991 قبل 3 أسابيع من إعلان استقلال أوكرانيا قبل 4 أشهر من استفتاء الاستقلال الأوكراني 92.26٪ وقبل 145 يومًا من الاستفتاء حل الاتحاد السوفيتي.
وقد اشتملت محاولة الانقلاب السوفيتية في أغسطس 1991 على محاولة غير ناجحة من جانب أعضاء في الحكومة السوفيتية للإطاحة بغورباتشوف. بعد أيام في 20 أغسطس أصدر الرئيس بوش بيانًا يدعم استمرار حكم جورباتشوف ويؤكد أن الولايات المتحدة لا تقبل بشرعية الحكومة السوفييتية الجديدة التي وصفت نفسها. ووصف بوش الانقلاب بأنه محاولة غير قانونية تتعارض مع إرادة الشعب السوفيتي. كان هذا التعليق الثاني من «تماشيا مع جهد غربي موحد لتطبيق الضغوط الدبلوماسية والاقتصادية على مجموعة من المسؤولين السوفييت الذين يسعون للسيطرة على الكرملين والبلد».
في نوفمبر أعلنت إدارة بوش قرار الرئيس بوش بزيادة توفير المساعدات الغذائية إلى الاتحاد السوفييتي والجمهوريات للتعامل مع كل من نقص الغذاء وإعادة هيكلة نظام توزيع الغذاء. وكان الاختيار نتيجة إجراء أربع بعثات للخبراء بشأن موضوع الغذاء إلى الاتحاد السوفياتي وتم الانتهاء من الاتفاق خلال المناقشات مع الجمهوريات ولجنة الأغذية المشتركة بين الجمهوريتين.
في 12 ديسمبر صدق الاتحاد السوفياتي الأعلى للاتحاد الروسي على اتفاقيات بيليفيزا وندد بمعاهدة الاتحاد لعام 1922 مما يجعل من الواضح أنه لا يمكن وقف الزخم نحو الحل. ألمح جورباتشوف إلى أنه كان يفكر في التنحي جانبا وقد سئل بوش عن هذا الاحتمال من قبل المراسلين بعد ذلك بوقت قصير وردًا على أن الولايات المتحدة تراقب الوضع عن كثب وأكدت موقف الولايات المتحدة بدعم «أولئك الذين من أجل الديمقراطية». وأكد بوش أنه «ليس للولايات المتحدة أن تملي هذه الأمور» على الرغم من الاعتراف بأن الولايات المتحدة لديها مصالح في نتائجه. في خطاب ألقاه في 27 ديسمبر في نادية كاونتي روديو أرينا أعلن بوش أن الولايات المتحدة فازت بالحرب الباردة وانعكست بحرارة على غورباتشوف: «في يوم الأربعاء يوم عيد الميلاد ماتت الشيوعية السوفيتية والدولة السوفيتية. والرئيس غورباتشوف يستحق امتيازًا كبيرًا». وتخلص الإصلاح والبيرسترويكا والانفتاح جلاسنوست جانبا وسحب الروس المطرقة والمنجل والعلم الذي طار فوق الكرملين لسنوات طويلة أكثر من 70 عاما ورفع علم روسيا ثلاثي الألوان. كما ذكر أنه تحدث مع كل من جورباتشوف والرئيس الروسي يلتسين على مدار الأسبوع.

## أوروبا
أثناء خطاب حالة الاتحاد لعام 1990 أعلن بوش عن تغيير في تواجد القوات الأمريكية في أوروبا وسببه في القيام بذلك:

### فرنسا
في 21 مايو 1989 التقى بوش والرئيس الفرنسي فرنسوا ميتران لمدة ثلاث ساعات وقال وزير الخارجية الفرنسي رولاند دوماس أنهما قد استعرضا القضايا التي تواجه منظمة حلف شمال الأطلسي وأن فرنسا أيدت الجهود الأمريكية لحل النزاع.
في 16 ديسمبر 1989 عقد بوش وميتران مؤتمرا صحفيا مشتركا ذكر فيه كل من بوش وميتران العلاقة الإيجابية بينهما وكذلك فيما يتعلق بالعلاقات بين الولايات المتحدة وفرنسا.
في 25 نوفمبر 1992 ذكر مسئولو إدارة بوش أن بوش أرسل رسالة إلى ميتران ورئيس الوزراء البريطاني جون ميجر تهدف إلى حشد دعمهم في «إنشاء قوة مدنية دولية يمكن أن تشمل أميركيين لمراقبة القمع الصربي للأغلبية الألبانية في كوسوفو».

### وسط أوروبا

#### تشيكوسلوفاكيا
في 21 فبراير 1990 اجتمع بوش مع رئيس تشيكوسلوفاكيا فاتسلاف هافيل في المكتب البيضاوي حيث ناقشوا مستقبل أوروبا ووافقوا على البقاء على اتصال في الفترة الحرجة. اتفق الاثنان على إصلاحات الزعيم السوفيتي جورباتشوف وأن وجود القوات الأمريكية ساعد في استقرار أوروبا.

#### ألمانيا
في الفترة من 24 إلى 25 فبراير 1990 التقى بوش مع مستشار ألمانيا هلموت كول في كامب ديفيد لإجراء مناقشات حول التطورات في أوروبا بالإضافة إلى العلاقات بين الأجزاء الغربية والشرقية من القارة. وقال بوش أنهم يشاركون «وجهات نظر متشابهة حول القضايا الأكثر جوهرية» وأشار إلى وجهة نظرهم في دعم حركة الوحدة الألمانية وتبقى ألمانيا موحدة العضوية كعضو كامل في منظمة حلف شمال الأطلسي ورغبتها في التعاون في معاهدة القوات المسلحة التقليدية في أوروبا جاهزة للتوقيع هذا العام في اجتماع قمة لجميع الدول الأعضاء الـ 35 في منظمة الأمن والتعاون في أوروبا.

#### بولندا
عندما سئل عما إذا كان يعتقد أن الاتفاق السياسي في بولندا في وقت سابق من الأسبوع كان لديه إمكانية أن يصبح نموذجاً للإصلاحات السياسية في أوروبا الشرقية خلال مؤتمر صحفي يوم 7 أبريل 1989 قال بوش: "أود أن أقول أن تنمية المائدة المستديرة هناك في بولندا إيجابية جداً وأود بالتأكيد أن أجمع الأطراف هناك. أعود إلى ما كنا فيه قبل عدة أشهر وكثيرون منكم كانوا معي في تلك الرحلة وأعتقد أن الوضع قد تحرك بسرعة كبيرة منذ تلك الرحلة. في 11 يوليو أعلن بوش عن برنامج مكون من ستة أجزاء من المساعدات الأمريكية لبولندا خلال خطاب في اجتماع مشترك للبرلمان البولندي بينما كان في أول اجتماع له في رحلته إلى شرق أوروبا كرئيس. وقال بوش أنه سيدعو البنك الدولي إلى الاستمرار في تقديم قروض جديدة بقيمة 325 مليون دولار بالإضافة إلى مطالبة الحلفاء الغربيين بدعم إعادة جدولة الديون التي قد تصل إلى 5 مليارات دولار في ذلك العام واقتراح 100 مليون من الأموال للقطاع الخاص البولندي للكونجرس. وقال المتحدث باسم الحكومة البولندية فيزلاف غورنيكي أن اقتراح بوش قدم "القليل من المادة الملموسة" واشتكى مما اعتبر تأكيد بوش المستمر على ضرورة تقديم مزيد من التضحيات من قبل الشعب البولندي وأكد أن بوش قد قدم "تركيبات خطابية" مفرطة. في بيان أعلن بوش أن الولايات المتحدة "ستقدم دعما إضافيا للشعب البولندي وعملية التحول إلى الديمقراطية" وستستخدم السلع التي تباع في بولندا للمساعدة في تمويل أنشطة التنمية الزراعية البولندية.
في 23 فبراير 1990 وقعت الولايات المتحدة وبولندا اتفاقا لتلقي هذا الأخير برنامج فيلق السلام. بموجب الاتفاق كان من المقرر أن يذهب 60 أمريكيًا إلى بولندا في يونيو للمساعدة في التدريب على اللغة الإنجليزية. في الشهر التالي في 21 مارس اجتمع رئيس الوزراء تاديوس مازوفيتسكي وبوش لأول مرة شخصيًا خلال مراسم الترحيب في البيت الأبيض. هناك أشاد بوش بمازوفيتسكي بأنه "وطني بولندي عظيم وراعي للحرية وتاديوس مازوفيتسكي أحد الآباء المؤسسين للتضامن - رجل نجا من الأيام المظلمة في ديسمبر 1981 ومن اليد الثقيلة من الأحكام العرفية وتحمل سنة في السجن والحياة في باطن الأرض ومحرر الصحيفة غير القانونية للنقابات المحظورة. في 23 مايو أعلن بوش ترشيح توماس و. سايمونز الابن سفيرا للولايات المتحدة في بولندا.
في أواخر مارس 1991 سافر رئيس بولندا ليخ فاونسا إلى الولايات المتحدة وحضر حفل استقبال في البيت الأبيض حيث أشاد به بوش على تفضيله للديمقراطية ودعم الجهود الأمريكية في حرب الخليج الثانية. وأعرب فاونسا عن امتنانه وأشار إلى الصداقة بين الولايات المتحدة وبولندا مشيرا إلى أن بوش كان أكثر السياسيين شعبية في بولندا. في وقت لاحق من ذلك اليوم أخبر بوش فاونسا أنه طلب من الكونغرس الموافقة على زيادة المساعدة في منح للديمقراطيات الجديدة مثل تلك التي في بولندا في العام التالي وأعلن عن «مبادرتين اقتصاديتين جديدتين تهدف إلى مساعدة دول وسط وشرق أوروبا على المضي قدمًا الطريق إلى النمو والازدهار». في تصريحات مباشرة بعد الإعلان أعلن فاونسا أن «العلاقات بين جمهورية بولندا والولايات المتحدة وصلت اليوم إلى ذروتها بعد الحرب. بل يمكن القول أنها وصلت إلى ذروتها في التاريخ بأكمله من خلال القيم المشتركة والمثل العليا ونحن مرتبطون بالتعاون الودي على الساحة الدولية وأود أن يلي ذلك تطوير تعاون اقتصادي متبادل المنفعة». في يونيو خلال مؤتمر صحفي مشترك مع فنزويلا أعرب نائب الرئيس كويل عن دعم الولايات المتحدة للإصلاح الاقتصادي في بولندا قائلا أن «الأموال والمساعدات ليست كافية».

### إيطاليا
في مايو 1991 عقد بوش اجتماع المكتب البيضاوي مع رئيس إيطاليا فرانشيسكو كوسيغا ورئيس وزراء إيطاليا جوليو أندريوتي لإجراء مناقشات حول الشرق الأوسط والقضايا الأمنية في أوروبا وأوروبا الشرقية وتناول ثلاثة «الحاجة إلى استمرار الإغاثة الإنسانية العاجلة للاجئين الأكراد والحاجة إلى توفير الأمن للعودة السريعة والآمنة إلى قراهم». صرح كل من كوسيغا وأندريوتي عن اعتقادهم بأن الولايات المتحدة تلعب دورًا أساسيًا في ضمان الأمن الأوروبي.

### روسيا
في 20 ديسمبر 1991 أطلقت روسيا صاروخاً نووياً غير ممدود طويل المدى من أجل اختبار لإطلاقها في الفضاء التجاري في الوقت الذي أخبرت فيه إدارة بوش مسبقاً. وقال مسؤولون في وزارة الدفاع الأمريكية أن البيانات الإلكترونية المشفرة من اختبار موسكو كانت تنتهك معاهدة الحد من الأسلحة الاستراتيجية التي لم يتم التصديق عليها بينما أعربت عن رأي مفاده أن الإطلاق كان يبدو للأغراض السلمية. تم الكشف عن إطلاق الصاروخ علانية بعد شهر في 22 يناير.
في مقابلة أجريت في يناير 1992 أعلن الرئيس الروسي بوريس يلتسن عن نية الحكومة الروسية الكف عن استهداف صواريخها طويلة المدى في المدن الأمريكية مؤكدا أنه اتصل بالرئيس بوش حول نواياه. ورد البيت الأبيض على التحول في السياسة تجاه الولايات المتحدة على أنه موضع ترحيب. في مؤتمر صحفي مشترك مع يلتسين في الأول من فبراير في منتجع كامب ديفيد أعلن الرئيس بوش: "اليوم ولأول مرة التقى رئيس أميركي والرئيس المنتخب ديمقراطياً لروسيا المستقلة ولم نفعل ذلك كخصوم بل إن هذا الاجتماع التاريخي هو تأكيد آخر لنهاية الحرب الباردة وفجر حقبة جديدة حيث ترسم روسيا والولايات المتحدة علاقة جديدة. التقى بوش ويلتسين لمدة ثلاث ساعات ونصف الساعة ووقعا إعلانا يحدد القواعد العامة للعلاقة بين الولايات المتحدة وروسيا فإن القواعد المنصوص عليها في الإعلان هي إلى حد كبير نفس المعايير التي وضعت قبل انهيار الاتحاد السوفييتي واستقالة جورباتشوف. ذكر يلتسين أن الدولتين قللتا الرؤوس الحربية الاستراتيجية والتكتيكية إلى 2500 وهي مسألة قال بوش أنها ستتم معالجتها في زيارة موسكو المقبلة من قبل الوزير بيكر. في يونيو التقى الوزير بيكر مع أندريه ف. كوزيريف في لندن لإجراء مناقشة استغرقت ثلاث ساعات وكان الهدف منها أن تكون محاولة في اللحظة الأخيرة لضمان إتمام اتفاقيات أسلحة جديدة قبل اجتماع القمة بين يلتسين وبوش. قدم كلا الطرفين تنازلات جديدة وسط ثغرات مستمرة كما قال بيكر في مؤتمر مشترك مع كوزيريف أنه كانت هناك "بعض التحركات من جانب كلا الجانبين في محاولة للتوصل إلى اتفاق يؤدي إلى تخفيضات كبيرة في الأسلحة الاستراتيجية وتخفيض أكبر قدر من عدم الاستقرار". في 20 يونيو أعلنت إدارة بوش أنها عقدت صفقة مع يلتسين لحسم مصير السفارة الأمريكية في موسكو وقال المتحدث باسم وزارة الخارجية ريتشارد باوتشر: "أن الاتفاقية الجديدة ستترك الولايات المتحدة طلبها للحصول على 30 مليون دولار من موسكو كشكل من أشكال التعويض عن تكاليف إعادة البناء للمبنى المثقوب بينما ستحصل الولايات المتحدة على المزيد من الأراضي للبناء في موسكو إلى جانب شروط التأجير المواتية والسلطة لإنشاء مبنى آمن خاص بها دون الحاجة إلى استئجار الموظفين الأصليين لموسكو. وأكد باوتشر أن التنازلات سوف تفوق تكلفة إسقاط المطالبة بمبلغ 30 مليون دولار على المبنى السابق. في 30 نوفمبر أي بعد أسابيع من خسارة بوش عرضه لإعادة انتخابه وعشية انعقاد مؤتمر نواب الشعب في موسكو أجرى بوش اتصالاً هاتفياً مع يلتسين حيث ناقش فيه العلاقات بين بلديهما وتعهد بوش بأن تواصل الولايات المتحدة دعمها للحكومة الروسية.

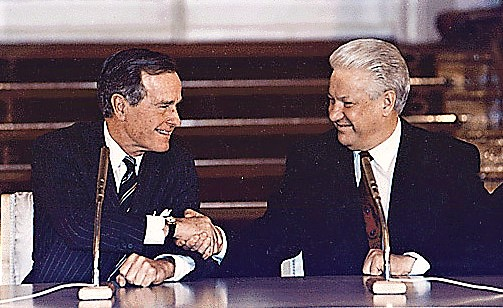
الرئيس بوش والرئيس الروسي بوريس يلتسين يوقعان معاهدة البداية الثانية في حفل في قاعة فلاديمير في الكرملين في موسكو في روسيا في 3 يناير 1993.

في 3 يناير 1993 وقع بوش ويلتسين معاهدة ستارت 2 وهي معاهدة ثنائية تحظر استخدام مركبات إعادة الدخول المتعددة القابلة للاستهداف بشكل مستقل على الصواريخ الباليستية العابرة للقارات. بعد التوقيع قال يلتسين: «في نطاقه وأهميته تذهب المعاهدة أبعد من جميع المعاهدات الأخرى التي وقعت في مجال نزع السلاح. هذه المعاهدة هي انتصار للسياسيين والدبلوماسيين في روسيا والولايات المتحدة. الإنجاز لجميع البشرية ويستفيد جميع شعوب الأرض وتصبح معاهدة ستارت الثانية جوهر نظام الضمانات الأمنية العالمية». في ملاحظاته بعد ذلك أشار بوش إلى هذا كمثل أول رئيس للولايات المتحدة يتفاعل مع رئيس روسي منتخب ديمقراطياً ويوم كان بمثابة محاولة لتحويل الخصوم السابقين إلى حلفاء.

### المملكة المتحدة
في 13 أبريل 1990 اجتمع بوش مع رئيسة وزراء المملكة المتحدة مارغريت ثاتشر لإجراء مناقشات حول القضايا الدولية التي تصيب حلف شمال الأطلسي مثل إعادة توحيد ألمانيا ومنظمة حلف شمال الأطلسي ومحادثات حول وضع قوات المؤتمر في أوروبا ووضع ليتوانيا والعراق، ولجنة التنسيق لضوابط التصدير متعددة الأطراف.

### يوغوسلافيا
دعمت إدارة الرئيس جورج بوش الأب بشدة السلامة الإقليمية والسياسية ليوغوسلافيا السابقة وأثبطت الحركات الانفصالية في كرواتيا وسلوفينيا. تم الوصول إلى قمة هذه السياسة الأمريكية مع رحلة وزير الخارجية الأمريكي جيمس بيكر إلى بلغراد في 21 يونيو 1991 ودعم وحدة البلاد وتحذيرها من «مخاطر التفكك» والإعلان عن أن الولايات المتحدة لن تعترف بالجمهوريات الانفصالية. اتخذ الجيش اليوغوسلافي موقف بيكر «الضوء الأخضر» لاستخدام القوة ضد الدول الانفصالية. اعترفت إدارة الرئيس بوش فقط بكرواتيا كدولة مستقلة في 7 أبريل 1992 آخر دولة غربية تفعل ذلك.

## القرن الأفريقي

### الصومال
في مواجهة كارثة إنسانية في الصومال تفاقمت بسبب الانهيار الكامل للنظام المدني أنشأت الأمم المتحدة بعثة عملية الأمم المتحدة الأولى في الصومال في أبريل 1992 لمساعدة الحالة من خلال الجهود الإنسانية رغم فشل البعثة. اقترحت إدارة بوش المساعدة الأمريكية للمنطقة من خلال المساعدة في خلق بيئة آمنة للجهود الإنسانية واعتماد قرار مجلس الأمن التابع للأمم المتحدة 794 بالإجماع من قبل مجلس الأمن في 3 ديسمبر 1992. رئيس البطة العرجاء أطلق بوش عملية استعادة الأمل في اليوم التالي والتي بموجبها ستتولى الولايات المتحدة القيادة وفقا للقرار 794. القتال سيتصاعد ويستمر في إدارة كلينتون.

## الشرق الأوسط
خلال مؤتمر صحفي في 21 فبراير 1989 سئل بوش عن سياسة الإدارة الأمريكية بشأن الشرق الأوسط فأجاب: «سياسة الشرق الأوسط هي تشجيع المناقشات بين الملك حسين والإسرائيليين والبناء على التقدم الذي تم إحرازه بالفعل. لقد قلت بالفعل إنني أعتقد أنها كانت مفيدة للغاية - التغييرات التي أيدتها منظمة التحرير الفلسطينية والآن نريد أن نرى أن هناك بعض المتابعة هناك». وأكد أن الإدارة تقوم حاليا بتجميع تعقيدات ما ستكون نيته في ذلك الجزء من العالم.

### إسرائيل
في 6 أبريل 1989 تم تكريم رئيس وزراء إسرائيل إسحاق شامير في مأدبة عشاء في البيت الأبيض في غرفة الطعام الحكومية. في ملاحظاته أعرب بوش عن رضاه عن زيارة شامير للولايات المتحدة «في الأيام الأولى من إدارتنا الجديدة» والالتزام الأمريكي بأمن إسرائيل لا يتزعزع على الرغم من الاختلافات في وجهات النظر حول السياسة في بعض الأحيان. وقال بوش أن الولايات المتحدة تدرك أن «الشراكة مع إسرائيل في سلام يمكن أن تنجح ونحن مستعدون اليوم لاتخاذ خطوة أخرى لقضية السلام في الشرق الأوسط».
في 22 فبراير 1990 أجرى بوش وشامير محادثة هاتفية وشكر شامير بوش على الدعم الأمريكي لليهود الذين هاجروا من الاتحاد السوفييتي إلى جانب معارضته لمعاداة السامية ودعم العلاقات الدبلوماسية. وأكد بوش استمرار دعم الولايات المتحدة لهذه السياسات. خلال مؤتمر صحفي في 22 مارس سئل بوش عما إذا كانت تعليقاته على القدس الشرقية ساهمت في انهيار الحكومة الإسرائيلية هناك. ونفى بوش تصريحاته لعب دور في الانهيار لكنه قال أن إسرائيل ستقرر زعيم منطقتهم وأعربت عن استعداده «للتفاوض والتعامل علنا مع أي شخص والحديث بحرية وبصراحة مع أي شخص يظهر كزعيم». في 18 يونيو أكد السكرتير الصحفي للبيت الأبيض مارلن فيتزواتر أن بوش أرسل رسالة إلى شامير حيث هنأ الأخير على انتخابه وحثه على دعم «مبادرة شامير للسلام» المقترحة والتي ستشمل مشاركة فلسطينيين عرب في الانتخابات المحلية. في 20 يونيو أوقف بوش الحوار الأمريكي مع منظمة التحرير الفلسطينية لرفض الأخير إدانة الغارة الفلسطينية على شاطئ إسرائيلي في الشهر السابق.
في 19 يناير 1991 شن العراق هجومًا صاروخيًا ثانيًا على إسرائيل حيث ضربت تل أبيب بصواريخ تحمل متفجرات تقليدية. أعرب مسؤولو إدارة بوش عن أملهم في ألا تقوم إسرائيل بالرد أو على الأقل الرد بشكل عنيف حتى تتسبب في خروج العرب من التحالف ضد العراق في حرب الخليج الثانية. وفي اليوم التالي أجرى بوش محادثتين هاتفيتين مع شامير وقال بوش أن الولايات المتحدة تفهم أحزان إسرائيل وتعهدت باستخدام «كل مورد ممكن لقمع وتدمير صواريخ سكود النقالة». بعد أن اجتمع بوش مع كبار المستشارين في كامب ديفيد صرح فيتزواتر أنه «من الواضح تماما أن العراق أطلق هذه الصواريخ ضد إسرائيل فقط من أجل تقسيم التحالف» وأشار إلى أنها لم تستهدف أهدافًا عسكرية. في شهر فبراير التقى بوش بوزير الدفاع الإسرائيلي موشيه آرنز في البيت الأبيض. وصرح آرنز بأن إسرائيل كانت تعاني من الضربات الصاروخية وارتدتها رقيقة في كبح نفسها مما يجعلها غير مستجيبة للهجمات مشيرة إلى أن الهجمات ضد إسرائيل أسفرت عن تدمير «لم يره أحد في بلد غربي منذ الحرب العالمية الثانية». ورد بوش بقوله أهمية ضبط النفس في مواجهة التحالف المناهض لإسرائيل وفضل استمرارها في هذه السياسة. وبعد أيام اشتكى السفير الإسرائيلي في الولايات المتحدة زلمان شوفال من عدم تقديم الولايات المتحدة 400 مليون دولار من ضمانات قروض الإسكان لغرض إعادة توطين المهاجرين اليهود السوفييت في إسرائيل إلى جانب الادعاء بأن إسرائيل لم تحصل على سنت مقابل تعويض عن خسائرها ضد العراقيين أثناء حرب الخليج الثانية. ورد السكرتير الصحفي فيتزواتر على التعليقات في اليوم التالي ووصفها بأنها «شاذة وخارج حدود السلوك المقبول من سفير أي بلد صديق». وذكر أن شوفال قد اتصل به بيكر في هذا الشأن وكان بوش قد اتصل بشامير في صباح ذلك اليوم احتجاجًا على التصريحات.
العلاقات بين الولايات المتحدة وإسرائيل تدهورت مع بداية عام 1992. في رسالة شهر مارس إلى رئيس الائتلاف الوطني اليهودي جورج كلاين كتب بوش: «نحن في الإدارة نستطيع ويجب أن نفعل ما هو أفضل في جعل هذه العلاقة ناجحة» وكلاين بعد ذلك مشيرا إلى أنه سعيد بالرد قائلاً أن الرسالة «تُظهر دفئه والتزامه بالعلاقة الأساسية بين الولايات المتحدة وإسرائيل» مع الاعتراف «بالاختلافات السياسية بين إسرائيل والولايات المتحدة بشأن المستوطنات». في 11 أغسطس عقب اجتماع بين الرئيس بوش ورئيس الوزراء إسحاق رابين أعلن بوش أنه سيسعى للحصول على موافقة الكونغرس على منح إسرائيل ضمانات قروض تصل إلى 10 مليارات دولار لمساعدة البلاد في استيعابها لمهاجرين الاتحاد السوفياتي. وفي الشهر التالي أصدرت الحكومة الإسرائيلية بيانا يؤكد معارضتها للولايات المتحدة لبيع 72 طائرة مقاتلة من طراز إف-15 إيغل إلى المملكة العربية السعودية واصفا المملكة العربية السعودية بأنها «دولة عربية في حالة حرب مع إسرائيل» وأن الولايات المتحدة سوف تكون متورطة من قبل إسرائيل على أمل لضمان الحفاظ على التفوق العسكري للدولة الأخيرة.

### مصر
أبقى بوش على تعيين ريغان فرانك ج. ويزنر سفيرًا للولايات المتحدة في مصر خلال العامين الأولين من إدارته.
في 29 يناير 1991 قبل اجتماع مع وزير الخارجية المصري أحمد عصمت عبد المجيد قال بوش: «تقديره للحكومة المصرية وتحديدا للرئيس مبارك ولوزير الخارجية عبد المجيد لوقوفه جنبا إلى جنب مع التحالف يقودها في العديد من الطرق وللموقف الثابت الذي اتخذته مصر في محاولة لمواجهة هذا العدوان من قبل صدام حسين». في 9 مايو أعلن بوش ترشيح روبرت بيلليترو ليحل محل ويزنر كسفير للولايات المتحدة في مصر.

### الصراع الإسرائيلي الفلسطيني
خلال مؤتمره الصحفي العاشر في 7 أبريل 1989 سئل بوش عن آرائه حول الشرق الأوسط وإذا ما رأى نفسه متورطا خلال فترة رئاسته. وقال أنه سيشارك في هذا الحدث الذي شعر أنه «من خلال انغماسه فيه سيساعد في حل مشكلة السلام في الشرق الأوسط» لكنه أضاف أنه «لم يحن الوقت حيث الكثير من مهام الرؤية العالية من جانب يمكن للرئيس أن يكون مفيدا في هذه العملية». وأكد أن العنف في الضفة الغربية كان مصدر قلق للإدارة وأنه كان يأمل أن تكون الزيارات التي قام بها رئيس الوزراء الإسرائيلي شامير والرئيس المصري مبارك «قد دفعت الأمور إلى الأمام قليلاً».
في 21 يونيو 1990 أعلن بوش تعليق المحادثات الأمريكية مع منظمة التحرير الفلسطينية لفشل الجماعة في إدانة هجوم فلسطيني فاشل ضد إسرائيل بالإضافة إلى عدم تأديب مرتكبيها. وقد اعترف بوش بأن هذا الأمر الذي كان قد أصدره بناء على توصية وزير الخارجية بيكر من شأنه أن يهدئ معارضي منظمة التحرير الفلسطينية المناهضين للولايات المتحدة الذين قادوا الهجوم وأشاروا إلى ذلك مع التأثير السلبي الذي ستتركه على مفاوضات السلام. قرار صعب الإصرار عليه لكنه أصر على استئناف المباحثات بين الولايات المتحدة ومنظمة التحرير الفلسطينية فورًا في حالة قيام منظمة التحرير الفلسطينية بإدانة الهجوم ومعاقبة مرتكبيه.
في 29 يناير 1991 خلال خطاب أمام الجمعية الوطنية للمذيعين الدينيين تعهد بوش بقيادة الجهود لإحلال السلام في الشرق الأوسط في أعقاب ختام حرب الخليج الثانية وقال مسؤولو الإدارة أن تصريحات الرئيس "كانت تهدف إلى تهدئة المخاوف العربية". حول الدمار المتصاعد في العراق والإشارة إلى أنه بمجرد انتهاء القتال ستحاول الولايات المتحدة معالجة النزاع الإسرائيلي الفلسطيني". في 19 أكتوبر وجهت الولايات المتحدة والاتحاد السوفييتي دعوات إلى إسرائيل والعرب المجاورين والفلسطينيون لعقد مؤتمر للسلام في الشرق الأوسط في 30 أكتوبر في مدريد. خلال مؤتمر صحفي في 13 مارس عندما سئل عما إذا كان يعتقد أن القادة الإسرائيليين أو الفلسطينيين كانوا على استعداد لتقديم تنازلات بشأن مواقفهم الطويلة قال بوش أنه يعتقد أن الولايات المتحدة في وضع أفضل "من أي وقت مضى ليكون حافزا لها. من أجل السلام" وأنه كان يؤيد المضي قدما.

### إيران
في يونيو 1989 اتهم رئيس البرلمان الإيراني أكبر هاشمي رفسنجاني التصرفات الغريبة للولايات المتحدة من خلال منعها من تحسين العلاقات متهمة الولايات المتحدة بالمؤامرات والدسائس. في 9 أغسطس ذكرت تقارير صحفية من طهران أن إيران ستساعد إدارة بوش في إطلاق سراح الرهائن الأمريكيين في حالة إطلاق الأصول الإيرانية المجمدة في الولايات المتحدة منذ عام 1979. رداً على القصة صرح السكرتير الصحفي مارلن فيتزواتر بأن موقف إدارة بوش كان "كما كان دائماً وأننا غير راغبين في ربط مسألة الأصول الإيرانية بمسألة الرهائن. وهذا ينطبق على تعريف سياستنا". من عدم تداول الأسلحة أو المال أو أي شيء بالنسبة للرهائن وعدم دفع الفدية للرهائن". في 7 نوفمبر صرح المسؤولون الأمريكيون بأنه تم التوصل إلى اتفاق للولايات المتحدة ليعيد 567 مليون إلى إيران حيث "تم تسوية معظم المطالبات المصرفية على مدى الأشهر القليلة الماضية".
في منتصف عام 1991 بعد انتهاء حرب الخليج الثانية أدلى عدد من المسؤولين الإيرانيين بتصريحات تعارض الولايات المتحدة لدورها في الصراع. في 1 أبريل اتهم مرتضى سرمدي المتحدث باسم وزارة الخارجية الإيرانية الولايات المتحدة بدعم متزامن للتمرد والحكومة العراقية فضلاً عن جعل الوضع أسوأ للعراقيين من خلال توزيع بعض «الأضواء الخضراء» على العراق. في وقت لاحق من ذلك الشهر في 13 أبريل ألقى رئيس الجمهورية الإسلامية الإيرانية أكبر هاشمي رفسنجاني كلمة في جامعة طهران. في ذلك اتهم الولايات المتحدة بالمشاركة في خلق كارثة إقليمية بينما اتهم أمريكا بالوقوف وراء موت عراقي وأزمة اللاجئين والتنبؤ بأن الولايات المتحدة «ستتم محاكمتها في النهاية». في 28 نوفمبر أعلن مسؤولو وزارة الخارجية الأمريكية. وقد توصلت الولايات المتحدة وإيران إلى اتفاق بشأن تعويض 278 مليون دولار إلى طهران لمعدات لم يتم تسليمها يملكها الإيرانيون وقدمها الأمريكيون قبل الثورة الإسلامية عام 1979. وقد أشير إلى الاتفاق مع الإفراج عن الرهينتين تيري وايت وتوماس سذرلاند على أنهما ممكنان بفضل التنازلات الإيرانية ويعتبران انعكاسات «حرص طهران على وضع هذه القضايا وراءها وكسب قبول الغرب لها».

### سوريا
مع بداية فترة رئاسة بوش توترت العلاقات بين الولايات المتحدة وسوريا من قبل الولايات المتحدة التي تشتبه في تورط سوريا في نشاطات إرهابية مختلفة خلال الثمانينيات بما في ذلك قصف طائرة الخطوط الجوية الأمريكية بان أم الرحلة 103 عام 1988 وتفجيرات السفارة الأمريكية وثكنات المارينز الأمريكية عام 1983 في بيروت. كما كانت سوريا ضمن قائمة وزارة الخارجية للدول التي ترعى الإرهاب.
في نوفمبر 1990 التقى بوش مع رئيس سوريا حافظ الأسد في جنيف حيث أصدر البيت الأبيض بيانا مكتوبا يقول فيه أن الطرفين ناقشا حرب الخليج الثانية ووافقا على تفضيل الحل السلمي للصراع. كانت هذه هي المرة الأولى التي يلتقي فيها الرئيس الأمريكي بالزعيم السوري منذ اجتماع الأسد مع جيمي كارتر في عام 1977. وقد اعتبر هذا الاجتماع بمثابة دليل على قلق بوش من حرب الخليج الثانية و«الخطر السياسي».
في يناير 1991 التقى بيكر بالأسد لغرض الحفاظ على التضامن العربي في حرب الخليج الثانية يعقب الاجتماع مؤتمر صحفي عقده وزير الخارجية السوري فاروق الشرع الذي صرح بأن إسرائيل لا يجب أن تتدخل والتعليقات التي كانت تشير إلى سوريا إما أن تغير اتجاهها أو أن تترك التحالف. قال مسؤول أمريكي رفيع أن اجتماع بيكر مع الأسد أظهر استعداد سوريا للدخول في عمليات هجومية ضد العراق وهو تغيير في السياسة من موقفها السابق. بعد ثلاثة أشهر في أبريل التقى بيكر والأسد مرة أخرى وسط مطالبة الحكومة السورية لإسرائيل بالانسحاب من الأراضي المحتلة واحترام الحقوق الفلسطينية.

### المملكة العربية السعودية
في أغسطس 1990 أمر بوش القوات الأمريكية بالدخول إلى المملكة العربية السعودية مشيراً إلى أن العراق يشكل تهديداً وشيكاً للمنطقة. تم تجميع قوات التحالف بعد حصول بوش على تصريح نهائي من الملك فهد. وقال السكرتير الصحفي فيتزواتر أن الولايات المتحدة حصلت على معلومات تؤكد وجود قوات عراقية هجومية في المملكة العربية السعودية وأن التهديد الوشيك للإدارة قد تم التحقق منه من خلال موقع القوات العراقية وموقعها. وفي حين اعتبر عدد الجنود أصغر من أن يتمكن من شن حرب ضد القوات العراقية فقد «بدا الأمر كافيًا لمنح الحكومة السعودية الدعم العسكري والسياسي الذي احتاجه الملك فهد لمقاومة الضغوط لدعم زميله العربي». كما اعتبر الاختيار بمثابة الخطوة الأكثر خطورة في تولي بوش منصبه كرئيس «بإرسال جنود أمريكيين إلى منطقة أثبتت مستنقعًا» لمن سبقوه. كانت احتفالات عيد الميلاد لنحو 300 ألف جندي أمريكي مكانًا للتقييد من جانب وزارة الدفاع التي سعت للحد من ظهور أنشطتها خلال موسم الأعياد.

## نافتا

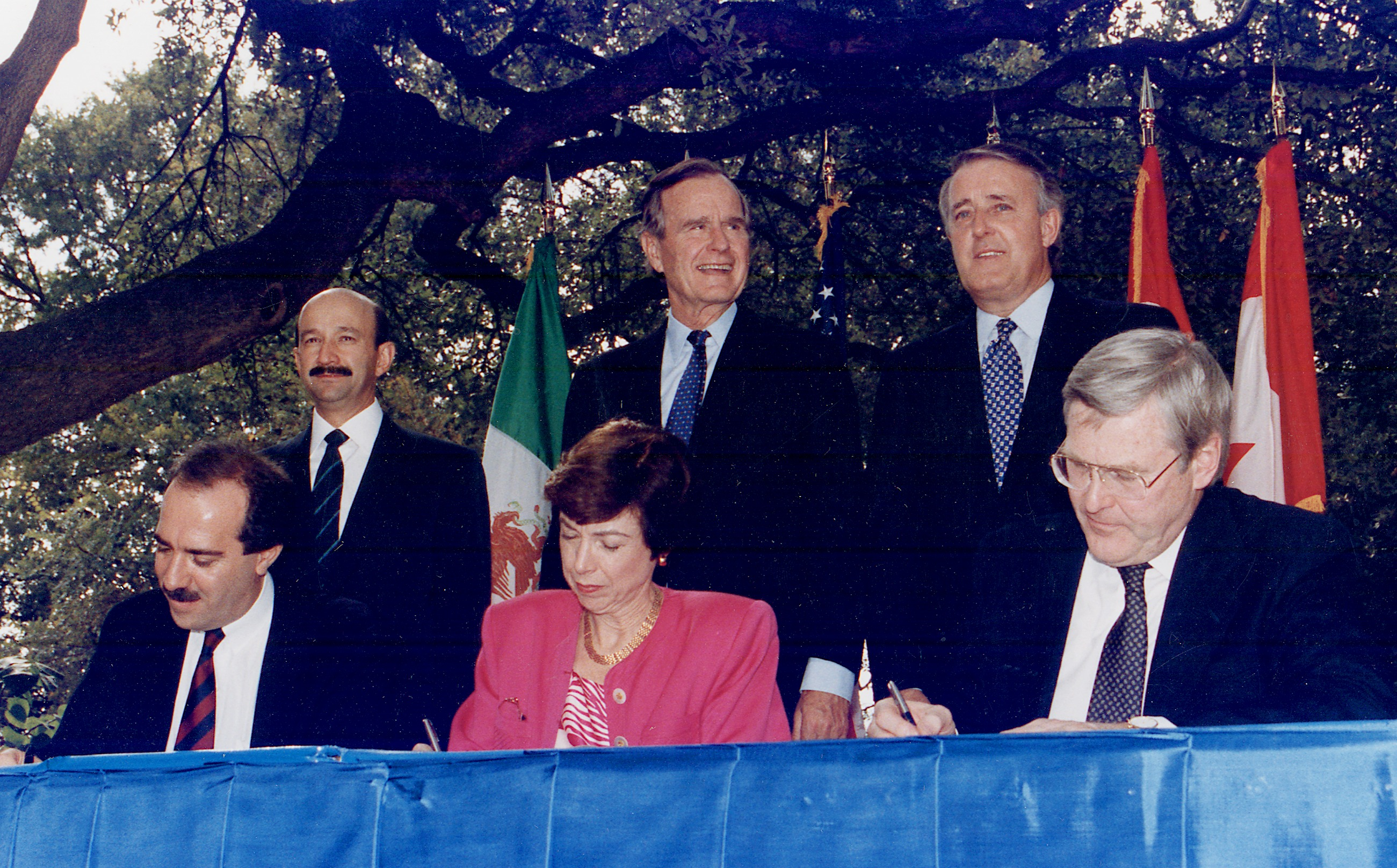
وقوفا: الرئيس كارلوس ساليناس دي غورتاري والرئيس بوش ورئيس الوزراء مارتن مولروني. جلوسا: جايمي سيرا بوتشي وكارلا هيلز أندرسون ومايكل ويلسون في حفل افتتاح نافتا في أكتوبر 1992.

كانت إدارة بوش ورئيس وزراء كندا مارتن مولروني من حزب التقدم التقدمي قد قادا المفاوضات حول اتفاقية التجارة الحرة لأمريكا الشمالية (نافتا). ستؤدي الاتفاقية إلى إلغاء معظم الرسوم الجمركية على المنتجات التي تم تداولها بين الولايات المتحدة وكندا والمكسيك. وهذا من شأنه تشجيع التجارة بين الدول. كما تقيد المعاهدة براءات الاختراع وحقوق النشر والعلامات التجارية وتوضح إزالة قيود الاستثمار بين البلدان الثلاثة. أعلن الرئيس بوش عن الانتهاء من نافتا خلال ظهوره في حديقة الورود في 12 أغسطس 1992 واصفا إياه بأنه «بداية عهد جديد».
وقع الاتفاق تحت رقابة شديدة بين معظم الديمقراطيين الذين اتهموه بأن نافتا أسفرت عن فقدان الوظائف الأمريكية. نافتا أيضا لم تتضمن أي أحكام لحقوق العمال. وفقا لإدارة بوش فإن اتفاقية التجارة سوف تولد الموارد الاقتصادية اللازمة لتمكين حكومة المكسيك من التغلب على مشاكل التمويل وإنفاذ قوانين العمل الخاصة بها. كان بوش بحاجة إلى تجديد سلطة التفاوض للمضي قدما في محادثات التجارة مع نافتا. ومن شأن هذه السلطة أن تمكن الرئيس من التفاوض على اتفاق تجاري من شأنه تقديمه إلى الكونغرس للتصويت عليه ومن ثم تجنب الوضع الذي سيُطلب فيه من الرئيس إعادة التفاوض مع الشركاء التجاريين على تلك الأجزاء من الاتفاق الذي يرغب الكونغرس في تغييره. وبينما كان من الممكن التوقيع الأولي خلال فترة رئاسته إلا أن المفاوضات أحرزت تقدمًا بطيئًا ولكنه ثابت. وسيستمر الرئيس كلينتون في جعل مرور اتفاقية نافتا أولوية لإدارته على الرغم من جذورها المحافظة والجماهيرية - مع إضافة اتفاقيتين جانبيتين - لتحقيق ممرها في عام 1993.
ومنذ ذلك الحين تم الدفاع عن هذه المعاهدة بالإضافة إلى انتقادات أخرى. نما الاقتصاد الأمريكي بنسبة 54٪ منذ اعتماد اتفاقية التجارة الحرة لأميركا الشمالية في عام 1993 مع خلق 25 مليون فرصة عمل جديدة وقد اعتبر البعض ذلك دليلاً على أن اتفاقية التجارة الحرة للولايات المتحدة كانت مفيدة للولايات المتحدة. مع الحديث في أوائل عام 2008 بشأن انسحاب أمريكي محتمل من المعاهدة كتب كارلوس جوتيريز وزير التجارة الأمريكي الحالي: «أن الانسحاب من نافتا من شأنه أن يرسل موجات صادمة اقتصادية في جميع أنحاء العالم وسيبدأ الضرر هنا في الداخل». ولكن جون ج. سويني رئيس الاتحاد الأمريكي للعمل والكونغرس للمنظمات الصناعية كتب في صحيفة بوسطن غلوب أن «العجز التجاري الأمريكي مع كندا والمكسيك قد تضخم إلى 12 ضعف حجم ما قبل نافتا ووصل إلى 111 مليار دولار في عام 2004».

## السياسة البيولوجية
خلال حملة 1988 دعا بوش إلى قيام الولايات المتحدة بدور قيادي في معاقبة الدول باستخدام الأسلحة البيولوجية أو الكيميائية قائلا أن الدول التي تستخدمها «يجب أن تدرك أن استمرار انتهاك الحظر المفروض على استخدام مثل هذه الأسلحة يحمل عقوبة مشددة».
في 22 مايو 1990 وقع بوش على قانون مكافحة الأسلحة البيولوجية لعام 1989 ليصبح قانونًا وقال بوش في بيان أن التشريع سيفرض «عقوبات جنائية جديدة ضد أولئك الذين يوظفون أو يساهمون في الانتشار الخطير للأسلحة البيولوجية» مع التحقق من الجهود الأمريكية ضد استخدامهم ووصف القانون بأنه «خطوة مقاسة ولكنها مهمة» في تحقيق وقف التهديد من انتشار الأسلحة البيولوجية.